# Francesco Agostino Dalla Chiesa
Francesco Agostino Dalla Chiesa (Torino, 26 agosto 1717 – Vigevano, 11 agosto 1755) è stato un vescovo cattolico italiano.

## Biografia
Francesco Agostino Dalla Chiesa era nato a Torino da una famiglia aristocratica piemontese di rango marchionale, originaria di Saluzzo; un suo antenato omonimo era stato vescovo. Suo fratello Ignazio, sarà nominato vescovo di Casale Monferrato.
Intrapresa la carriera ecclesiastica, venne ordinato sacerdote il 23 settembre 1741.
Successivamente venne nominato vescovo di Vigevano nel 1754 su suggerimento di re Carlo Emanuele III di Savoia, del quale era già elemosiniere col fratello, facendo il proprio solenne ingresso in diocesi il 25 maggio 1755 e rimanendo in carica per settantasette giorni sino all'agosto di quello stesso anno quando morte lo colse.
Nonostante il breve periodo di reggenza, di lui si sa che era personaggio caro a Casa Savoia, la quale lo aveva deputato a relatore della provincia del vigevanasco che dal 1743 era passata dal dominio lombardo a quello piemontese. Fu con lui, infatti, che si aprì una lunga lista di prelati piemontesi in reggenza della diocesi di Vigevano.
Morì a Vigevano nel 1755 e venne sepolto nella cappella di San Girolamo del duomo cittadino. A differenza dei suoi predecessori che vennero quasi tutti sepolti nella cappella di Sant'Ambrogio della medesima cattedrale, la sepoltura del Della Chiesa rifletteva chiaramente le mutate condizioni politiche e territoriali della diocesi: come si è già detto il Della Chiesa fu il primo vescovo piemontese non solo per origini di nascita ma anche perché fu il primo ad essere nominato dal governo sabaudo alla diocesi di Vigevano dopo il passaggio della città nei domini dei Savoia. Il distacco perciò dalla cappella di Sant'Ambrogio (patrono di Milano) fu dunque l'interruzione di una consuetudine che chiuse col passato.

## Genealogia episcopale
La genealogia episcopale è:
- Cardinale Scipione Rebiba
- Cardinale Giulio Antonio Santori
- Cardinale Girolamo Bernerio, O.P.
- Arcivescovo Galeazzo Sanvitale
- Cardinale Ludovico Ludovisi
- Cardinale Luigi Caetani
- Cardinale Ulderico Carpegna
- Cardinale Paluzzo Paluzzi Altieri degli Albertoni
- Papa Benedetto XIII
- Cardinale Carlo Alberto Guidobono Cavalchini
- Vescovo Francesco Agostino Dalla Chiesa